# منطقة وصاية بلورا
منطقة وصاية بلورا (بالإندونيسية: Kabupaten Blora)‏ هي منطقة وصاية تقع في مقاطعة جاوة الوسطى بإندونيسيا. تقع في أقصى شرق مقاطعة جاوة الوسطى ويفصل بينها وبين مقاطعة جاوة الشرقية نهر سولو، يقدر عدد سكانها في 2010 بـ 844,490 نسمة ومساحتها 1,821.59 كم2.

## أعلام
- برامويديا أننتا تور
- لولوك هاديانتو